# Buckcherry
Buckcherry – hardrockowy zespół założony w 1995 roku w Los Angeles w Kalifornii. Na początku kariery wydali jedynie dwa albumy, gdyż w 2002 roku grupa się rozpadła. W roku 2005 wokalista Josh Todd oraz gitarzysta Keith Nelson założyli kolejny zespół o tej samej nazwie i wkrótce (w 2006) zespół wydał trzeci album o nazwie 15, na którym zawarte były największe hity grupy takie jak "Crazy Bitch" czy "Sorry". W 2008 roku ukazał się także czwarty album zatytułowany Black Butterfly.

## Muzycy
Obecny skład zespołu
- Josh Todd – wokal prowadzący, instrumenty klawiszowe (1995–2002, od 2005)
- Keith Nelson – gitara rytmiczna, gitara prowadząca, wokal wspierający (1995–2002, od 2005)
- Stevie D. – gitara rytmiczna, gitara prowadząca, wokal wspierający (od 2005)
- Xavier Muriel – perkusja, instrumenty perkusyjne (od 2005)
- Kelly LeMieux – gitara basowa, wokal wspierający (od 2013)

Byli członkowie zespołu
- Jonathan Brightman – gitara basowa, wokal wspierający (1995–2001)
- Devon Glenn – perkusja, instrumenty perkusyjne (1995–2002)
- Yogi Lonich – gitara rytmiczna, wokal wspierający (1999–2001)
- Josh Fleeger – gitara rytmiczna, wokal wspierający (2001–2002)
- Dave Markasky – gitara basowa, wokal wspierający (2001–2002)
- Matt Lawrence – perkusja, instrumenty perkusyjne (2002)
- Jimmy Ashhurst – gitara basowa, wokal wspierający (2005–2013)

## Dyskografia
Albumy studyjne
| Buckcherry                  | - Data: 6 kwietnia 1999 - Wydawca: DreamWorks Records  | 74 | — | — | 30 | - USA: 734 tys.+ | - USA: złota płyta - CAN: złota płyta         |
| Time Bomb                   | - Data: 27 marca 2001 - Wydawca: DreamWorks Records    | 64 | — | — | 14 | - USA: 115 tys.+ |                                               |
| 15                          | - Data: 11 kwietnia 2006 - Wydawca: Eleven Seven Music | 39 | 2 | — | 20 | - USA: 1,1 mln+  | - USA: platynowa płyta - CAN: platynowa płyta |
| Black Butterfly             | - Data: 16 września 2008 - Wydawca: Eleven Seven Music | 8  | — | 6 | 20 | - USA: 47 tys.+  | - CAN: złota płyta                            |
| All Night Long              | - Data: 3 sierpnia 2010 - Wydawca: Eleven Seven Music  | 10 | 3 | 7 | 39 | - USA: 28 tys.+  |                                               |
| Confessions                 | - Data: 19 lutego 2013 - Wydawca: Eleven Seven Music   | 20 | 5 | — | 49 | - USA: 18 tys.+  |                                               |
| Rock 'n' Roll               | - Data: 21 sierpnia 2015 - Wydawca: F-Bomb Records     | 93 | 6 | — | 35 |                  |                                               |
| "—" album nie był notowany. |                                                        |    |   |   |    |                  |                                               |

Minialbumy
| Tytuł | Dane dot. albumu                                   | Pozycja na liście | Pozycja na liście | Sprzedaż         |
| Tytuł | Dane dot. albumu                                   | USA               | USA Ind.          | Sprzedaż         |
| ----- | -------------------------------------------------- | ----------------- | ----------------- | ---------------- |
| Fuck  | - Data: 19 sierpnia 2014 - Wydawca: F-Bomb Records | 38                | 6                 | - USA: 6,2 tys.+ |

Albumy koncertowe
| Tytuł            | Dane dot. albumu                                       | Pozycja na liście | Pozycja na liście |
| Tytuł            | Dane dot. albumu                                       | USA               | USA Ind.          |
| ---------------- | ------------------------------------------------------ | ----------------- | ----------------- |
| Live & Loud 2009 | - Data: 29 września 2009 - Wydawca: Eleven Seven Music | 172               | 30                |